# Neurologie

Nervový systém

Neurologie (z řeckého νεῦρον, neuron, „nervy“ a -λογία, -logie, „-věda) je lékařský obor zabývající se studiem onemocnění a poruch nervové soustavy především na organickém podkladě. Zabývá se diagnostikou a léčbou všech problému centrální, periferní a autonomní nervové soustavy. Lékař tohoto oboru se nazývá neurolog/neuroložka. Neurologie velmi úzce souvisí s psychiatrií, interním lékařstvím, ale i s pediatrií. Dětská neurologie je, kvůli řešení specifických problémů, samostatným lékařským oborem. S neurologií úzce souvisí specializovaný obor neurochirurgie, ten se však zabývá řešením onemocnění a úrazů nervového systému chirurgickou cestou.

## Kvalifikace
K výkonu profese neurologa nepostačuje pouze absolvování lékařské fakulty. V České republice je podmínkou pro získání odborné způsobilosti v oboru neurologie získání atestace. Podmínky pro přihlášení k atestační zkoušce stanovuje Vyhláška č. 361/2010 Sb.: Po úspěšném absolvování prezenčního vysokoškolského studia v oboru všeobecné lékařství nebo v oboru ekvivalentním je získání atestace. Příprava k atestaci začíná absolvování základního neurologického kmene o délce 24 měsíců a vlastního specializovaného výcviku o délce 36 měsíců. Po této praxi o předepsané skladbě a po vykonání předepsaného počtu odborných výkonů se lze přihlásit k atestační zkoušce, jejímž absolvováním se lékař stává atestovaným neurologem.

### Neurologický kmen
Neurologický kmen je samostatným kmenem. Kmen trvá minimálně 24 měsíců. Lékař musí absolvovat dvouměsíční stáže na odděleních chirurgie, vnitřního lékařství a anesteziologie a resuscitace. Zbývajících 18 měsíců pak absolvuje na oddělení neurologie. Kmen končí teoretickou stáží a písemným testem. Po úspěšném absolvování kmenu získá lékař zejména následující kompetence:
- Provedení vyšetření a příjem pacientů, vedení zdravotnické dokumentace.
- Předkládání návrhu na další diagnostický a léčebný postup.
- Propouštění pacientů.
- Vykonávání ústavní pohotovostní služby.
- Komplexní neurologické vyšetření pacientů.
- Provedení rozšířené neodkladné resuscitace.

### Specializační výcvik
Specializační výcvik trvá nejméně 36 měsíců. Tři měsíce trvá stáž na psychiatrickém oddělení, zbývajících 33 měsíců již probíhá na oddělení neurologie, ovšem nejméně šest měsíců musí probíhat na pracovišti vyššího typu. Lékař v přípravě k atestaci může absolvovat měsíční stáž na neurochirurgii a měsíční stáž na oddělení rehabilitace a fyzikální medicíny. Vedle toho má lékař předepsán minimální počet dalších teoretických odborných kurzů a stáží v menším rozsahu. Kromě toho musí lékař v přípravě k atestaci zpracovat písemnou práci formálně odpovídající například odbornému článku. Po splnění všech předpokladů se může lékař přihlásit k atestační zkoušce, která se skládá ze tří částí:
1. Obhajoba písemné práce.
2. Ústní zodpovězení dvou teoretických otázek.
3. Praktické vyšetření a interpretace nálezů tří pacientů.

Složením atestační zkoušky se lékař stává plně způsobilým neurologem. Atestovaný neurolog se může dále vzdělávat v následujících nadstavbových oborech:
- Dětská neurologie
- Intenzivní medicína
- Paliativní medicína a léčba bolesti

## Klinická práce

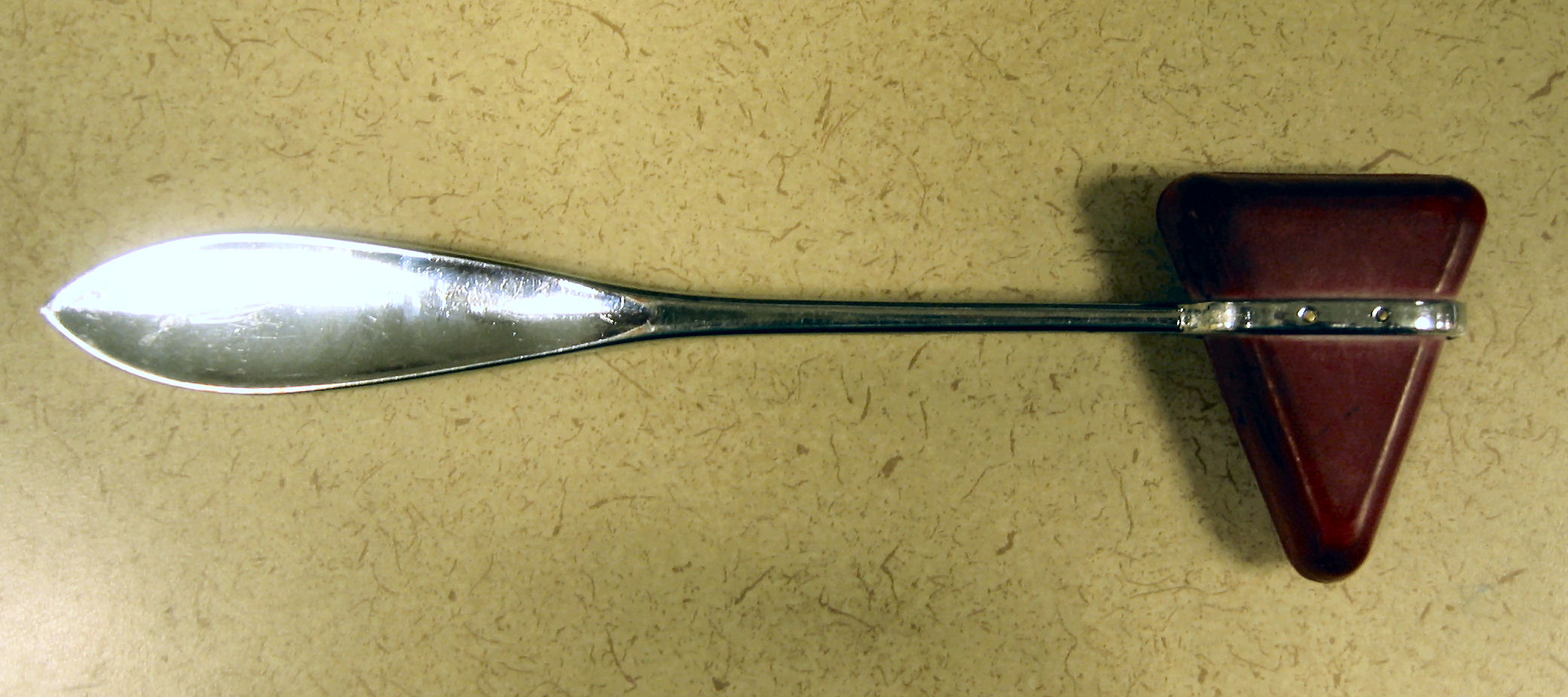
Neurologické kladívko používané k vyšetření reflexů

### Neurologické vyšetření
Neurologické vyšetření je modifikací obvyklého interního vyšetření se zvláštním důrazem na vyšetření funkce nervového systému. K vyšetření používá neurolog především vlastní smysly, z pomůcek je pak nejznámější neurologické kladívko, dále se používá špátle, jemné vatové štětičky, ladičky a k vyšetření čichu i zrnka kávy nebo mýdlo.
Základem neurologického vyšetření je důkladná anamnéza, ve které neurolog shrnuje všechny údaje o pacientovi. Anamnéza se obvykle získává volným rozhovorem, jemuž neurolog udává určitý směr. Po odběru anamnézy následuje vlastní vyšetření, během kterého neurolog získá popis stavu nervového systému pacienta - neurologický status praesens.
Neurologické vyšetřovací metody spočívají především ve vyšetření:
- držení těla, chůze, napětí svalů a schopnosti regulovat svalové napětí
- vyšetření senzitivních nervů zkouškami kožní citlivosti
- vyšetření senzorických nervů zkouškami smyslů
- vyšetření funkce jednoduchých reflexů
- neuropsychologickém vyšetření, alespoň orientačně hodnotícím psychiku pacienta

### Pomocné vyšetřovací metody v neurologii
V neurologii se používá celá řada pomocných vyšetřovacích metod. Některé z nich jsou společné s jinými obory, jiné jsou pro neurologii specifické.

#### Vyšetření zobrazovacími metodami

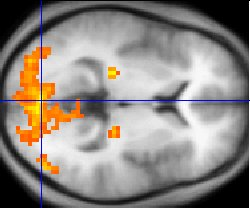
Řez mozkem pomocí tzv. funkční magnetické rezonance. Oranžová barva zobrazuje oblasti s vyšší metabolickou aktivitou, zde primární zrakovou kůru.

Vyšetření zobrazovacími metodami slouží především k posouzení struktury. Klasický rentgenový snímek může poskytnout cenné informace o změnách na lebce a páteři. Počítačovou tomografií lze zobrazit i vlastní tkáň mozku, mozkové komory, krvácení a expanzivní procesy. Někdy je vhodné vyšetření nukleární magnetická rezonance, například při vyšetřování rozsahu postižení roztroušenou sklerózou. Zejména pro vyšetření tepen zásobujících mozek krví se používá ultrasonografie a angiografie. V některých případech je třeba monitorovat funkční aktivitu jednotlivých regionů mozkové kůry; k tomu se hodí pozitronová emisní tomografie.

#### Vyšetření mozkomíšního moku
Vyšetření mozkomíšního moku (likvoru) patří mezi metody využívané poměrně specificky v neurologii, pouze v některých případech využívají toto vyšetření lékaři v oboru infekční lékařství. Přístup k mozkomíšnímu moku je obvykle cestou lumbální punkce, výjimečně pak cestou subokcipitální punkce. Diagnosticky cennou informací je tlak mozkomíšního moku, jeho barva i složení. Analýzou mozkomíšního moku lze získat informace zejména o infekcích a dalších zánětlivých procesech mozku a mozkových obalů.

#### Elektrofyziologická vyšetření
Elektrofyziologická vyšetření v neurologii jsou poměrně specifická pro neurologii. Patří sem zejména EEG, EMG, polysomnografie a evokované potenciály.

##### Elektroencefalografie (EEG)

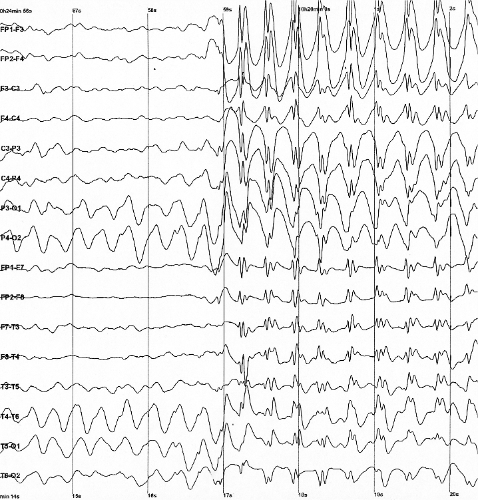
Epileptické grafoelementy (specifické tvary křivek) zaznamenané na EEG.

Elektroencefalografie je metoda sloužící k měření povrchových potenciálů odpovídajícím sumační aktivitě zejména korových neuronů v poměrně velkých okrscích. EEG má diagnosticky význam především v případě diagnostiky epilepsií, ovšem řada dalších poruch struktury i funkce mozku může mít na záznamu z EEG svůj korelát.

##### Elektromyografie (EMG)
Elektromyografie je metoda sloužící k hodnocení funkce periferního nervu, nervosvalové ploténky a svalu. Používá se zejména v diagnostice myasthenia gravis a Lambertova Eatonova syndromu.

##### Evokované potenciály
Evokované potenciály představují metodu sloužící k vyšetření rychlosti vedení informace mozkem. Princip je jednoduchý, pacientův smysl je podrážděn definovaným podnětem a měří se EEG. Samozřejmě že na jednom záznamu není změna patrná, ovšem jestliže se toto zopakuje několikrát, lze zprůměrováním záznamů získat křivku odpovídající šíření podnětu příslušnou drahou. Nejvíce se používají vizuální evokované potenciály (VEP) a akustické evokované potenciály (AEP). Slouží jako metoda objektivně zjišťující funkci příslušného smyslu a jako metoda posuzující funkční závažnost postižení při roztroušené skleróze.

##### Polysomnografie
Polysomnografie je metoda sloužící k vyšetření spánku pacienta. U spícího pacienta je zaznamenáváno několik parametrů:
- EEG
- svalové pohyby brady (EMG)
- oční pohyby (elektrookulogram - EOG)
- dýchání - dýchací pohyby hrudníku i břicha, proud vzduchu nosem i ústy a zvuk dýchání
- saturace (nasycení) krve kyslíkem
- pohyby končetin (EMG)
- činnost srdce (EKG)

Výsledek polysomnografického vyšetření slouží k diferenciální diagnostice nespavostí.

##### Histopatologie

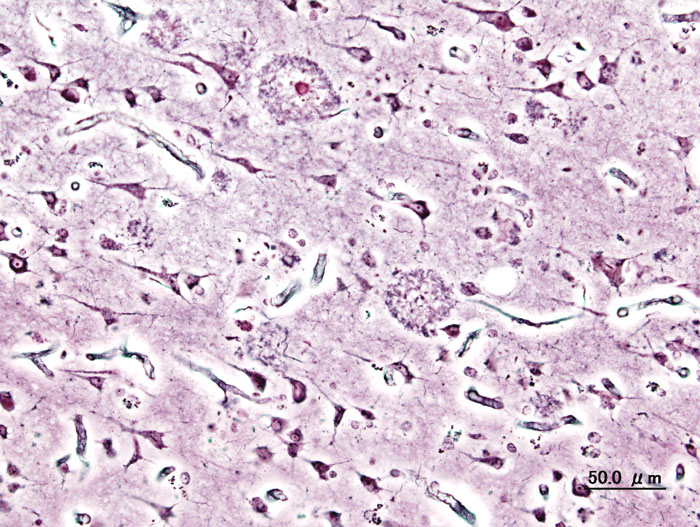
Histopatologický snímek tzv. senilního plaku v mozkové kůře pacienta s Alzheimerovou chorobou. Impregnace stříbrem.

Nedílnou součástí diagnostiky některých poruch je vyšetření bioptického vzorku tkáně, především pak mikroskopické stavby tkáně. Histopatologická diagnostika slouží především k upřesnění nebo potvrzení diagnózy u následujících poruch:
- nádorů nervového systému
- svalových poruch (např. Duchenneova muskulární dystrofie)

##### Genetické vyšetření
U řady dědičných onemocnění může definitivní informaci o charakteru onemocnění a tedy i o prognóze a případných terapeutických možnostech přinést až vyšetření genů pacienta. Mnohdy má však tato informace pouze preventivní význam v prenatální diagnostice budoucích sourozenců a případně dětí pacienta. Mezi obvyklejší či známější dědičné neurologické choroby patří:
- Duchenneova muskulární dystrofie
- spinální svalová atrofie
- Gaucherova choroba
- Fabryho choroba
- Niemannova Pickova choroba

## Hraniční obory
Neurologie se ve své klinické i vědecké práci dotýká s řadou klinických i vědeckých oborů. Jedná se zejména o následující obory:

### Psychiatrie
Psychiatrie se zabývá podobně jako neurologie poruchami funkce mozku. Na rozdíl od neurologie jsou však předmětem zájmu psychiatrie spíše poruchy vyšších mozkových funkcí, u kterých často není zřejmý jasný organický substrát. Psychiatrie má na rozdíl od neurologie mnohem blíže k humanitním než k přírodním vědám. Mezi choroby patřící do společného okruhu zájmu neurologie a psychiatrie patří především demence.

### Neurochirurgie
Neurochirurgie se zabývá chirurgickou terapií onemocnění mozku a míchy. Tím se liší od neurologie, která se zabývá diagnostikou a konzervativní terapií.

### Neuroradiologie
Neuroradiologie je podoborem radiodiagnostiky, který se specializuje na zobrazování struktur nervového systému.

### Neurovědy
Neurovědy (neuroscience) je zastřešující pojem pro řadu oborů sahajících od oborů z okruhu biologie, chemie a fyziky přes obory z okruhu matematiky a informatiky až po obory z okruhu psychologie, lingvistiky a filozofie. Společným objektem zájmu všech těchto oborů je studium některé z funkcí nervového systému. Neurologie z jejich poznatků čerpá teoretické základy pro studium chorob nervové soustavy, naopak studium poruch nervové soustavy je zdrojem poznatků pro fungování nervového systému.

### Rehabilitační lékařství
Řada neurologických onemocnění vyžaduje následnou rehabilitační péči, proto jsou neurologové v poměrně úzkém kontaktu s rehabilitačními pracovníky.

#### Informační zdroje
- (česky) portál Neurologie na WikiSkriptech
- (česky) odborný lékařský časopis Neurologie pro praxi
- (anglicky) odborný lékařský časopis BMC Neurology

#### Odborné společnosti
- (česky) Česká neurologická společnost při ČLS JEP
- (česky) Česká společnost dětské neurologie při ČLS JEP
- (česky) Česká společnost pro klinickou neurofyziologii při ČLS JEP
- (česky) Česká společnost pro neurovědy při ČLS JEP
- (slovensky) Slovenská neurologická spoločnosť
- (německy) Österreichische Gesellschaft für Neurologie
- (německy) Deutsche Gesellschaft für Neurologie
- (anglicky) American Academy of Neurology
- (anglicky) World Federation of Neurology